# لميطة
لَمِيطَة (الاسم العلمي: Limulus)، جنس من سلطعون حدوة الحصان، يشتمل نوع واحد موجود، سلطعون حدوة الحصان الأطلسي (Limulus polyphemus). يُدرس حاليًا نقل أحد الأنواع الأحفورية للجنس على الرغم من تسمية العديد من أنواعه الأخرى، والتي تم نقلها منذ ذلك الحين إلى أجناس أخرى.
تشمل الأنواع الصالحة حاليًا
- Limulus polyphemus (كارولوس لينيوس، 1758)
- Limulus coffiniانقراض Reeside & Harris, 1952- Pierre Shale، الولايات المتحدة، أواخر العصر الطباشيري (الماسترخي)

تشمل الأنواع المبهمة:
- Limulus nathorstiانقراض Jackson, 1906- العصر الجوراسي، السويد

الأنواع المؤقتة (مبدئية):
- "Limulus" decheniانقراض Zinken, 1862- العصر الباليوجيني، ألمانيا (يعتبره بعض وسيط بين لمطية وعوام سريع (Tachypleus)))[2]